# Julia Skott
Julia Skott, född 31 oktober 1982, är en svensk journalist, författare och debattör.

## Biografi
Julia Skott är dotter till journalisten Staffan Skott och litteraturvetaren Maria Nikolajeva. Hon har journalistutbildning från Stockholms universitet och är filosofie magister i filmvetenskap. 
Hon har arbetat med sociala medier på TV4-nyheterna och Nyhetsmorgon, som programledare för Aftonbladets Viral-TV och med Internetworldpodden, som community manager på Izettle, som reporter på Residence, med läsarmedverkan och sociala medier på Aftonbladet, som redaktör på Nya Affärer, och som reporter och programledare på TV4-nyheterna. 2017–2018 var hon krönikör på ETC.
Skott har fått uppmärksamhet för bloggprojektet Kroppsbilder, som problematiserar vår syn på kropp och vikt, skriver om film och TV på TVdags och gör poddarna Make Do, Rätt avigt, Skott från höften och Romancepodden.
Bloggen Kroppsbilder blev nominerad till Årets bloggsnackis hos Veckorevyn Blog Awards 2012.